# Victoria Hamilton
Victoria Hamilton (Wimbledon, 5 aprile 1971) è un'attrice britannica attiva in campo teatrale, televisivo e cinematografico.

## Biografia
Dopo aver cominciato a studiare letteratura inglese all'Università di Bristol ha lasciato gli studi per dedicarsi alla recitazione e ha frequentato la London Academy of Music and Dramatic Art. Ha iniziato la sua carriera teatrale recitando con la Royal Shakespeare Company per diciotto mesi, prima di debuttare nel West End nel 1995 con Il costruttore Solness per la regia di Peter Hall ed Alan Bates e Gemma Jones nel cast. Da allora ha recitato in diverse opere teatrali a Londra e Broadway, oltre che serie tv e film. Nel 2016 e 2017 ha interpretato Elizabeth Bowes-Lyon in The Crown.

## Filmografia

### Cinema
- Persuasione (Persuasion), regia di Roger Michell (1995)
- Mansfield Park, regia di Patricia Rozema (1999)
- Scoop, regia di Woody Allen (2006)

### Televisione
- Orgoglio e pregiudizio (Pride and Prejudice) – miniserie TV, 3 puntate (1995)
- L'ispettore Barnaby (Midsomer Murders) – serie TV, episodio 4x01 (2000)
- Wide Sargasso Sea, regia di Brendan Maher – film TV (2006)
- What Remains – serie TV, 1 episodio (2013)
- L'amore e la vita - Call the Midwife (Call the Midwife) – serie TV, 1 episodio (2015)
- Doctor Foster – serie TV, 8 episodi (2015-2017)
- The Crown – serie TV, 17 episodi (2016-2017)
- Deep State – serie TV, 8 episodi (2019)
- Cobra - Unità anticrisi (Cobra) – serie TV, 18 episodi (2020-2023)
- His Dark Materials - Queste oscure materie (His Dark Materials) – serie TV, 4 episodi (2022) - voce

## Doppiatrici italiane
Nelle versioni in italiano dei suoi lavori, Victoria Hamilton è stata doppiata da:
- Maddalena Vadacca in The Crown
- Claudia Catani in Deep State
- Francesca Fiorentini in Cobra - Unità anticrisi

Come doppiatrice è stata sostituita da:
- Anna Cesareni in His Dark Materials - Queste oscure materie